# Clorindione
Il clorindione o clorfenindione è un  anticoagulante orale.
È un antagonista della vitamina K derivato del fenindione.